# 克拉丽莎·迪克森·莱特

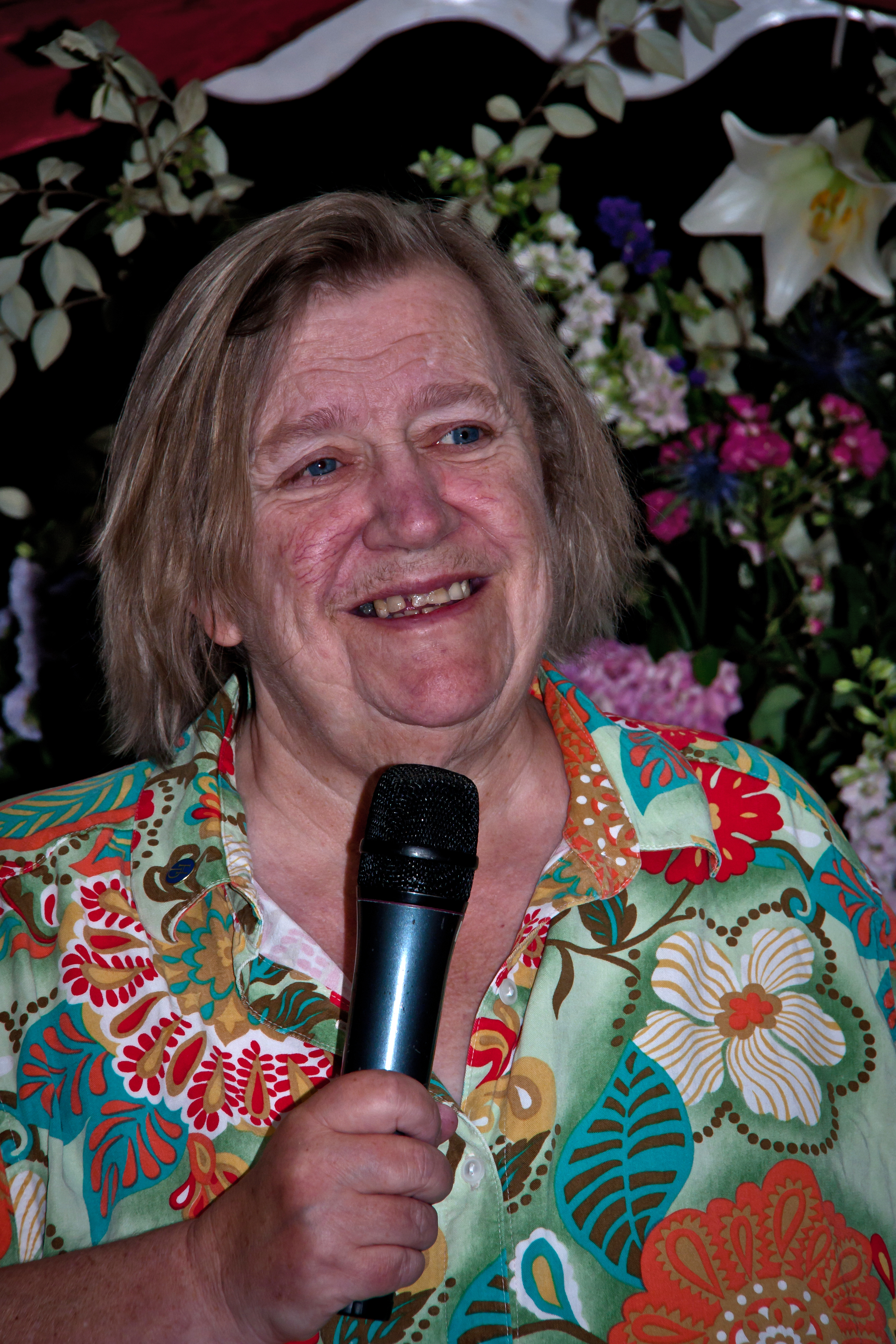
2011年的莱特

克拉丽莎·迪克森·莱特（英語：Clarissa Dickson Wright，1947年6月24日—2014年3月15日），是一名英国的著名厨师、电视人物、商人和出庭律师。她因主持英国BBC的《两个胖女人》而著名。
2014年3月15日，他死于苏格兰爱丁堡，享年66岁。她有两个姐妹。

## 其他链接
- 克拉丽莎·迪克森·莱特在互联网电影资料库（IMDb）上的資料（英文）